# Джибути на летних Олимпийских играх 1988
Джибути принимала участие в Летних Олимпийских играх 1988 года в Сеуле (Республика Корея) во второй раз за свою историю, и завоевала одну бронзовую медаль, которая стала первой олимпийской медалью для страны. Страну представляли пять легкоатлетов и один яхтсмен.

## Медали

### 03!Бронза
- Лёгкая атлетика, мужчины, марафон — Ахмед Салах

## Результаты

### Лёгкая атлетика
Спортсменов — 5
Мужчины
| Спортсмен      | Вид     | Забег     | Забег | Полуфинал | Полуфинал | Финал     | Финал     |
| Спортсмен      | Вид     | Результат | Место | Результат | Место     | Результат | Место     |
| -------------- | ------- | --------- | ----- | --------- | --------- | --------- | --------- |
| Хоче Яя Аден   | 1500 м  | 3.51,16   | 12    | Не прошёл | Не прошёл | Не прошёл | Не прошёл |
| Исмаэль Хассан | 5000 м  | 14.45,40  | 14    | Не прошёл | Не прошёл | Не прошёл | Не прошёл |
| Омар Абдиллихи | 10000 м | 30.08,53  | 18    | Не прошёл | Не прошёл | Не прошёл | Не прошёл |
| Ахмед Салах    | Марафон |           |       |           |           | 2:10.59   | 3         |
| Омар Мусса     | Марафон |           |       |           |           | 2:25.25   | 49        |

### Парусный спорт
Спортсменов — 1
| Класс       | Спортсмен      | Гонка | Гонка | Гонка | Гонка | Гонка | Гонка | Гонка | Результат | Место |
| Класс       | Спортсмен      | 1     | 2     | 3     | 4     | 5     | 6     | 7     | Результат | Место |
| ----------- | -------------- | ----- | ----- | ----- | ----- | ----- | ----- | ----- | --------- | ----- |
| Виндгляйдер | Роблех Али Аду | 38    | 31    | 32    | 37    | pms   | 35    | dnf   | 255       | 40    |